# Luigi Nutrizio Babić
Luigi Nutrizio Babić (Trogir, oko 1875.  Pristupljeno 15. rujna 2020. — Genova, 1936.), hrvatsko-talijanski poduzetnik, ljekarnik, novinar, plemić

## Životopis
Rodio se je u Trogiru. Dolazi iz obitelji Nutrizio, najuglednijoj trogirskoj obitelji potkraj 19. i početkom 20. stoljeća, a čije obiteljsko stablo počinje 1155. s poljičkim knezom Ilijom Babićem. Nutriziji su imali najljepše trogirske palače, pa tako i palaču Stafilicos u povijesnoj jezgri. Brojne zemljišne posjede imali su po trogirskoj općini i dijelom po Splitu. Obitelj je dala odvjetnike, svećenike i liječnike školovane u Padovi, Štajerskom Gradcu i Beču. Luigi je bio ljekarnik. Nasuprot katedrali imao je obiteljsku ljekarnu Alla Madonna assunta, u palači Cipiko. Šukununuk je glasovitog doktora pravnih znanosti i pisca o povijesnim, prirodnim i kulturnim prilikama u ondašnjoj Dalmaciji Petra Nutrizija-Grisogona.
Luigi je bio fanatičan za talijanstvo i vrstan govornik. Poput većine trogirskog građanstva i plemstva, osjećao se je Talijanom. Oženio se je u Trstu za Bianku, kći kapetana duge plovidbe Stefana Zečevića, koja je odrasla na Malom Lošinju. Mati Luigia Ildegarda r. Luxardo je bila iz zadarske obitelji koja je podigla tvornicu Maraschino di Zara, poslije Marasku. U Prvome svjetskom ratu digli su ga u vojsku. Izbjegavao je dužnosti glumeći da šepa. Oženio se je u Trstu za Bianku, kći kapetana duge plovidbe Stefana Zečevića, koja je odrasla na Malom Lošinju. Za vrijeme malarije u Trogiru postao je gazda.
Imao je sestru Filippu koju je oženio arhitekt Julius Ranz. Ranz je projektirao vilu Biancu, nazvanu po Luigijevoj supruzi. U vili je Luigi živio s obitelji i u njoj mu se je Luigiju 1916. rodila kći Maria Carmen Nutrizio Babić. Do te vile Luigijev kunjad Ranz podigao je svoju vilu vilu Filipina, koju je nazvao po svojoj supruzi i Luigijevoj sestri.
U Prvome svjetskom ratu digli su ga u vojsku. Izbjegavao je dužnosti glumeći da šepa. Za vrijeme malarije u Trogiru postao je gazda. Poslije Prvoga svjetskog rata Luigi je rasprodao svu imovinu te s obitelji otišao u Italiju, jer se je zamjerio hrvatskoj strani. Nije mogao prihvatiti da je Dalmacija pripala Kraljevini Jugoslaviji te je s cijelom obitelji (supruga i četvero djece) ukrcao se na brod i otplovio u Trst. U početku je bilo teško jer premda je rasprodao veliku imovinu, za to je dobio bezvrijedne dinare. Ipak, snašao se ubrzo i u novoj domovini.
Kći Maria Carmen poslije je postala glasovita talijanska modna kreatorica, znana kao Mila Schön. U Milanu je vodila svijet visoke mode i izrađivala odjeću za poznate poput Jacqueline Kennedy, iransku caricu Farah Dibu, britansku princezu Dianu i ine.
Bio je dopisnik lista Il Dalmata. Umro je u Genovi 1936. godine.